# Rhodostrophia punctaria
Rhodostrophia punctaria är en fjärilsart som beskrevs av Caradja 1931. Rhodostrophia punctaria ingår i släktet Rhodostrophia och familjen mätare. Inga underarter finns listade.